# Луп I (Аквитания)
Луп I (Lupus I, на баски: Lope, на френски: Loup, † ok. 675) по времето на Меровингите, е херцог в части от Аквитания и Гаскона от ок. 670 до сл. 675 г.

## Биография
Луп въстава около 658 г. против дукс Феликс, поема управлението в Тулуза и на западните Васкони (Гаскония). През 673 г. той помага на въстаналия „тиран“ Флавий Павел в Септимания против вестготския крал Вамба и напада Безие.
Между 673 и 675 г. той участва в Бордо в църковния синод на аквитанския епископат. При опита му да подчини Лимож, Луп е убит през 675 г. или малко след това.
През 700 г. херцог в Аквитания става Одо Велики.